# دي-74
دي-74 هو مدفع من عيار 122 مم، طور في أوائل الخمسينيات في الاتحاد السوفيتي. تم تصنيع أعداد من المدفع ودخل الخدمة في الجيش السوفيتي، ولكن معظمها سحب فيما بعد وبيع إلى الخارج أو وزع على بلدان أخرى في حلف وارسو في ذلك الوقت.